# ヤルタ・メニューイン
ヤルタ・メニューイン（Yaltah Menuhin, 1921年10月7日 - 2001年6月9日）は、アメリカ合衆国出身のピアノ奏者。姉ヘプシバもピアノ奏者、兄イェフディはヴァイオリン奏者である。

## 経歴
サンフランシスコの生まれ。4歳の時にパリに移住し、姉と同じくマルセル・シャンピの下でピアノを学ぶ。両親はヤルタが本格的に音楽の道に進むことに難色を示したが、バーゼルでルドルフ・ゼルキン、ローマでアルマンド・シルヴェストリ、ニューヨークでカール・フリードベルクに薫陶を受け、ピアニストとしての道を歩むようになった。
ピエール・モントゥーがサンフランシスコ交響楽団の音楽監督を務めていた頃にはソリストとして演奏会に参加し、1951年にはイズラエル・ベイカーとの共演でニューヨーク・デビューを飾った。1960年にピアニストのジョエル・ライスと結婚してから夫婦でデュオを組んだ。1965年にはステファン・アスケナーゼらによる芸術音楽協会の設立に参加した。
ロンドンにて死去。

## 註
1. ↑  theguardian.com
2. ↑  公式サイト